# Darasuram
Darasuram (auch: Dharasuram, Tamil: தாராசுரம்) ist ein ca. 2.300 Einwohner zählender Ort im südindischen Bundesstaat Tamil Nadu im Distrikt Thanjavur.

## Lage und Klima
Das Dorf Darasuram liegt nur etwa 4,5 km (Fahrtstrecke) südwestlich von Kumbakonam in einer Höhe von ca. 30 m, die Stadt Thanjavur befindet sich gut 37 km südwestlich Die Koromandelküste am Golf von Bengalen bei der Stadt Karaikal ist etwa 65 km in östlicher Richtung entfernt. Das Klima ist warm; Regen (ca. 1050 mm/Jahr) fällt zumeist während der Monsunmonate August bis Dezember.

## Einwohner
Die Bewohner der Kleinstadt sind zu etwa 93 % Hindus und zu etwa 5 % Moslems; ca. 2 % sind Christen oder Angehörige anderer religiöser Minderheiten (Buddhisten, Jains). Man spricht in der Hauptsache Tamil, aber auch Hindi sowie die Regionalsprache Saurashtri und ein wenig Englisch. Anders als im Norden Indiens üblich, sind der männliche und der weibliche Bevölkerungsanteil in etwa gleich hoch.

## Wirtschaft
Die Landwirtschaft in den Dörfern der Umgebung bildet auch heute noch die wirtschaftliche Grundlage für die Ansiedlung von Handwerkern, Kleinhändlern und kleineren Dienstleistungsunternehmen im Ort.

## Geschichte
Der heute eher unbedeutende Ort trug ursprünglich den Namen Palaiyarai. Um die Mitte des 12. Jahrhunderts verlegte Chola-Herrscher Rajaraja II. (reg. 1146 bzw. 1150–1173) die Hauptstadt des Reiches von Gangaikondacholapuram hierhin und gab den Bau des Airavatesvara-Tempels in Auftrag, der zu den bedeutendsten Bauwerken der Chola-Architektur gehört. Als einer von drei „großen Tempeln der Chola-Dynastie“ gehört der Airavatesvara-Tempel seit 2004 zum UNESCO-Weltkulturerbe.

## Sehenswürdigkeiten
- Der aus einem großen und mehreren kleineren Tempeln bestehende Tempelbezirk des Airavatesvara-Tempels ist von einer hohen Mauer umgeben, welche an der Ostseite von einem Gopuram-Torbau durchbrochen ist; davor steht ein kleiner Schrein mit einem Nandi-Bullen – ein Hinweis darauf, dass der Haupttempel dem Hindu-Gott Shiva geweiht ist, der hier gemäß der Überlieferung von Airavata, dem weißen Elefanten Indras angebetet wurde. Ähnlich wie die Vorhalle (mandapa) des Sonnentempels von Konarak (Odisha) ruht auch die Vorhalle des Airavateswara-Tempels scheinbar auf steinernen Rädern und bildet so einen hölzernen Tempelwagen (ratha) nach. Der eigentliche pyramidale Tempelturm (vimana) ist horizontal in mehrere Ebenen unterteilt, auf denen jeweils zahlreiche kleinere Schreine stehen; die Spitze besteht aus einer mit Schindelimitationen gedeckten Kuppel – der Tempel ist ein Meisterwerk der Chola-Architektur.
- Etwa 100 m nördlich des Airavatesvara-Tempels steht der gleichzeitig erbaute, aber deutlich kleinere Tempel für die Gefährtin Airavatas, Periya Nayaki.

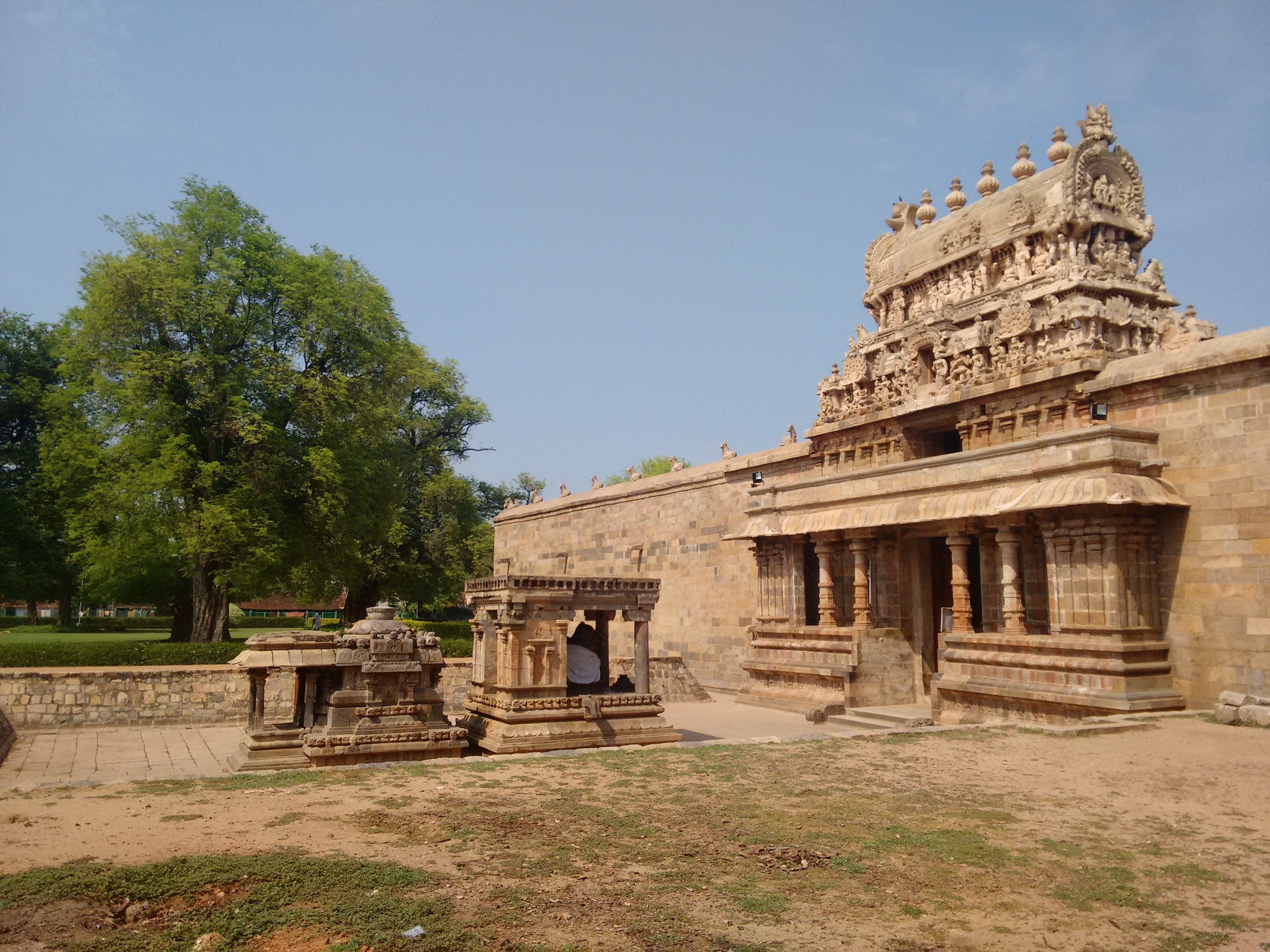
Nandi-Schrein und Gopuram des Airavatesvara-Tempels
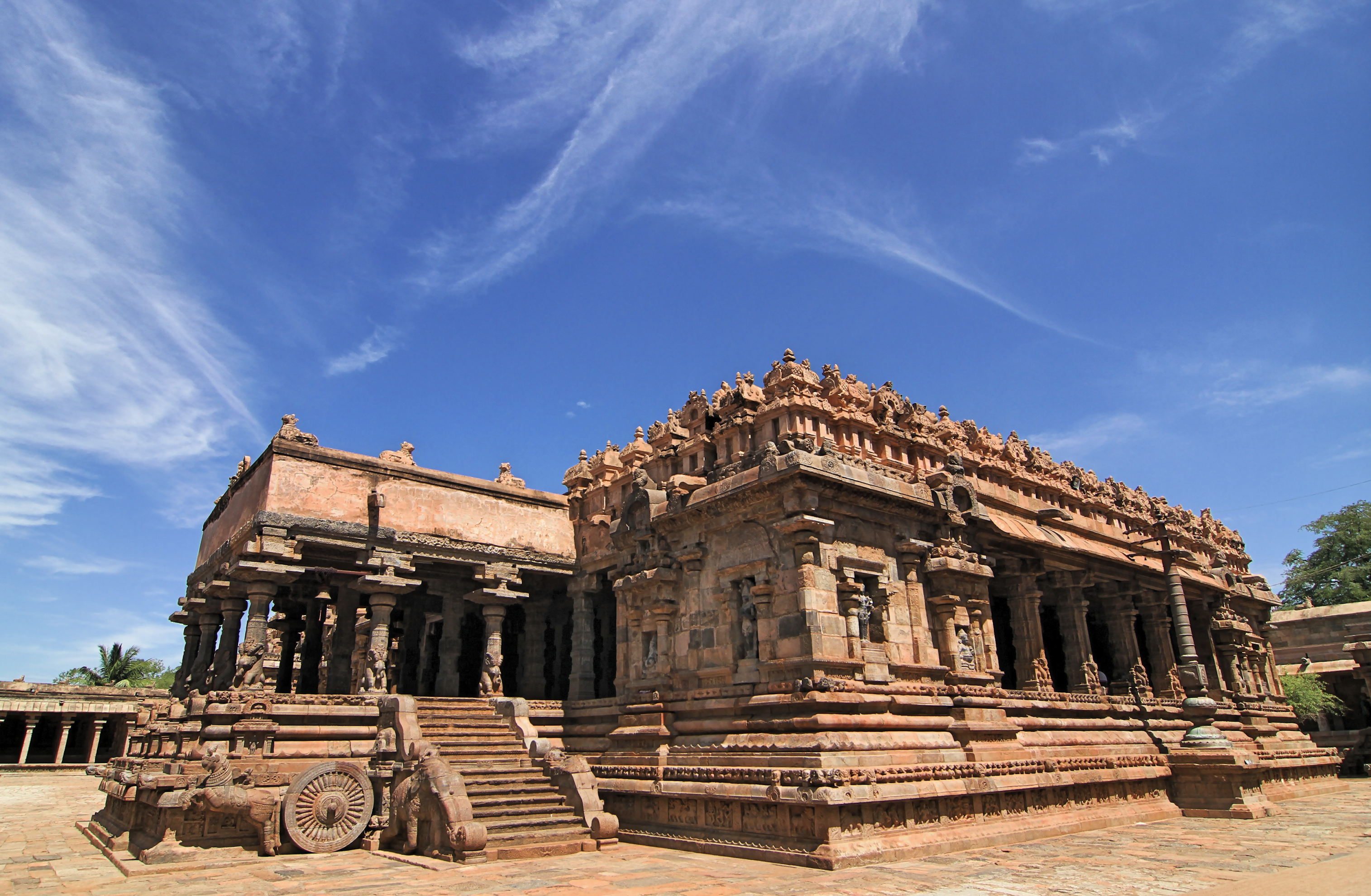
Vorhalle des Airavatesvara-Tempel
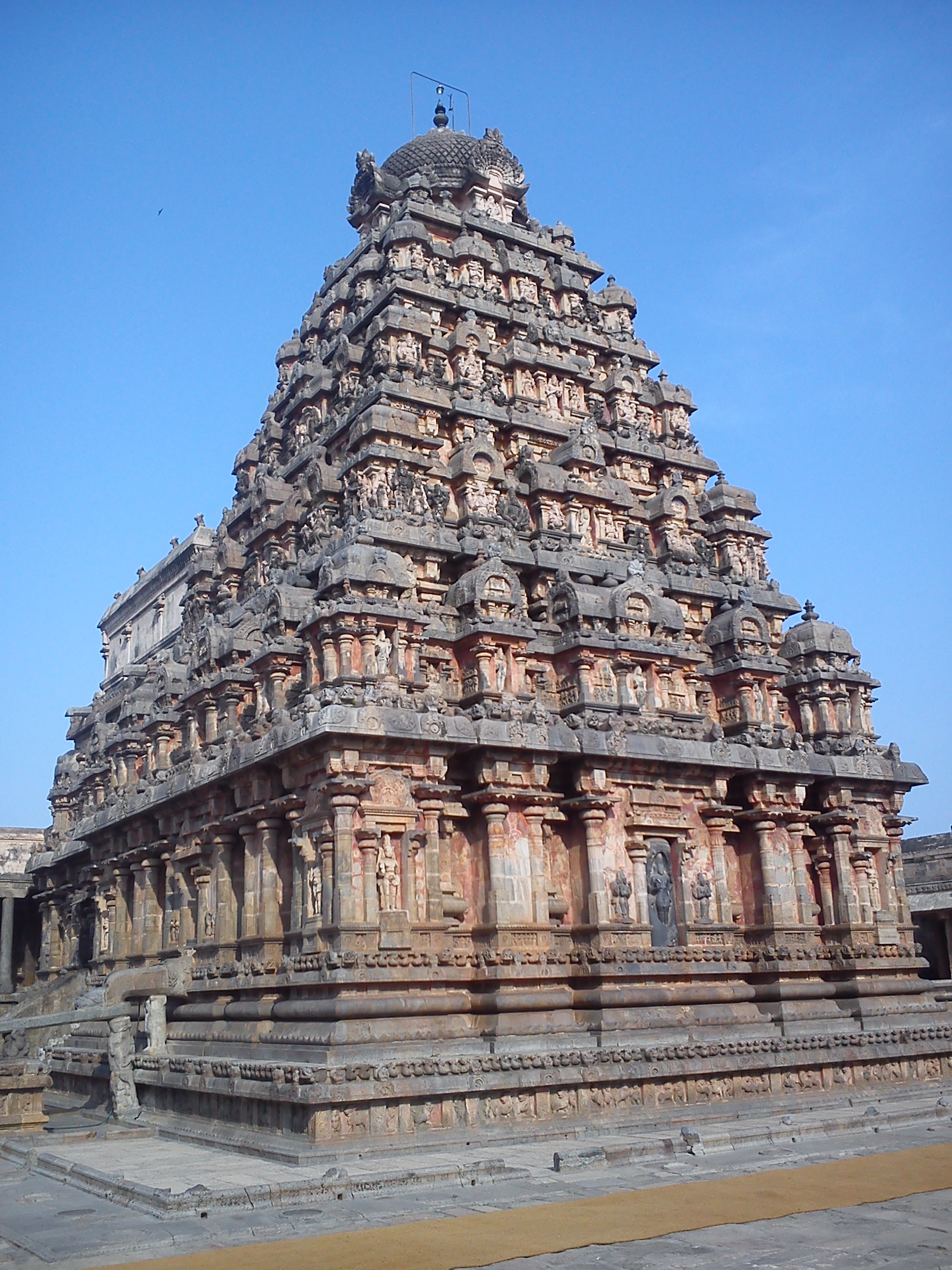
Vimana des Airavatesvara-Tempels
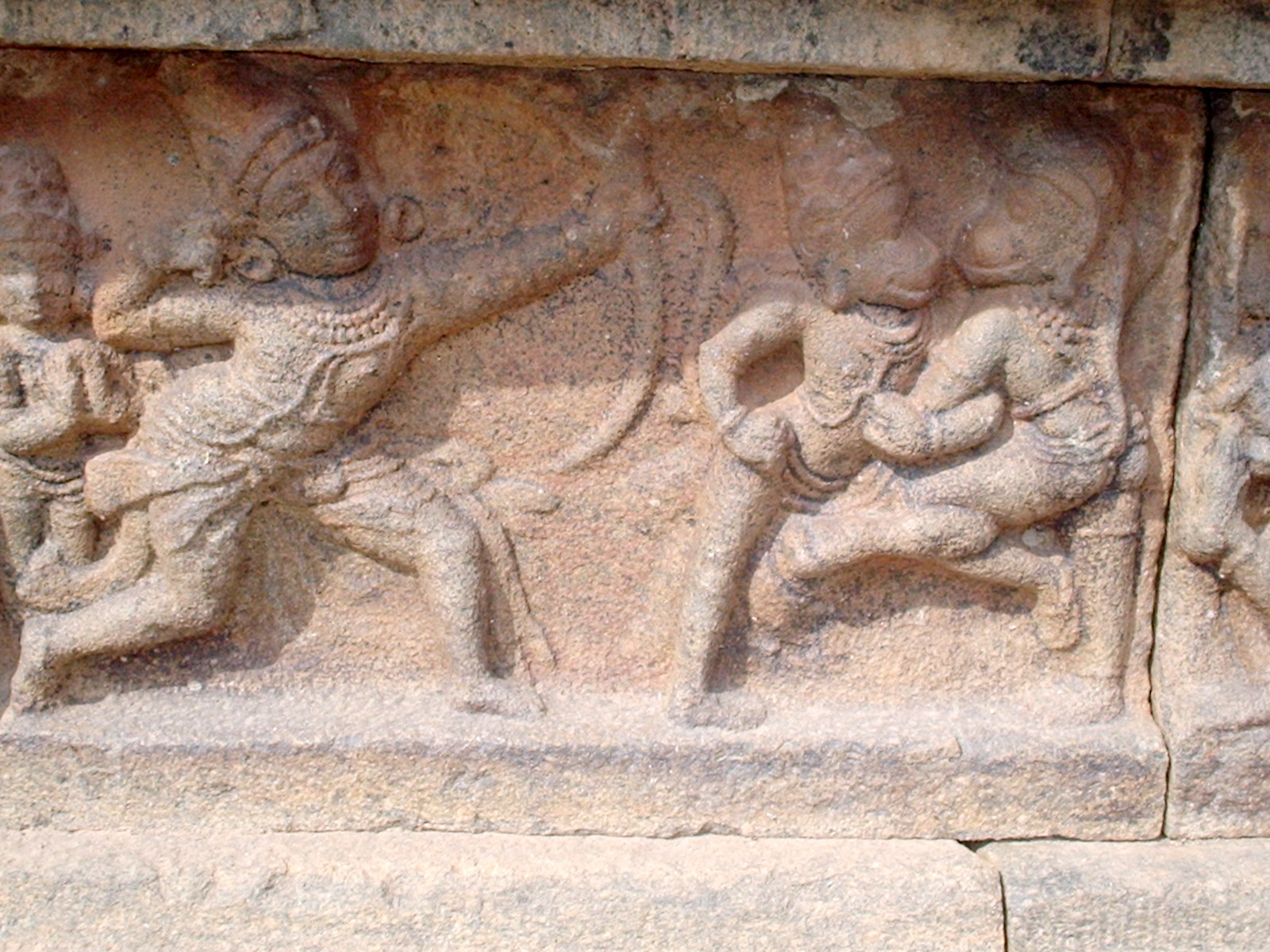
Relief am Airavatesvara-Tempel mit einer Szene aus dem Ramayana
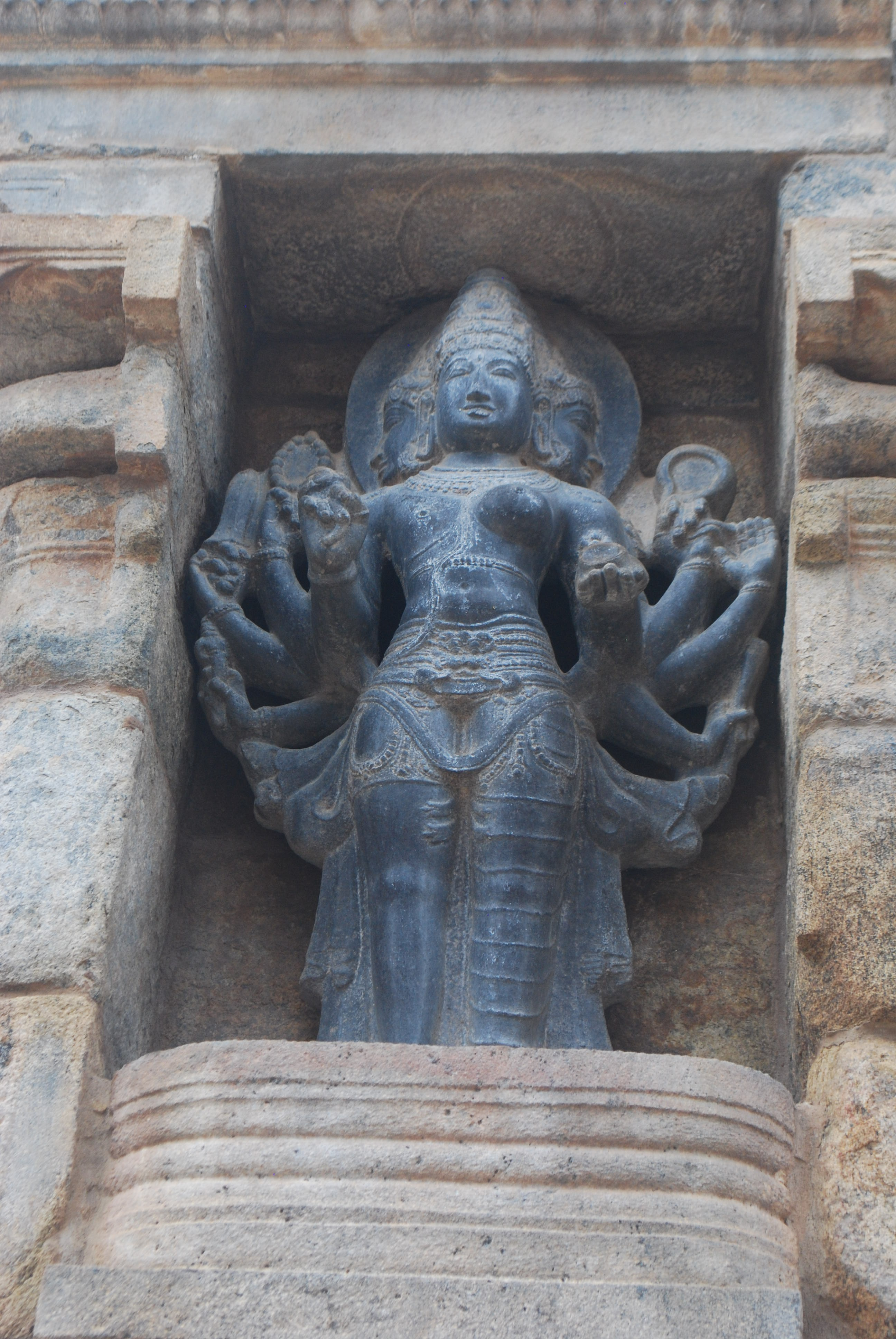
Ardhanarishvara-Statue an der Wand des Airavateshvara-Tempels
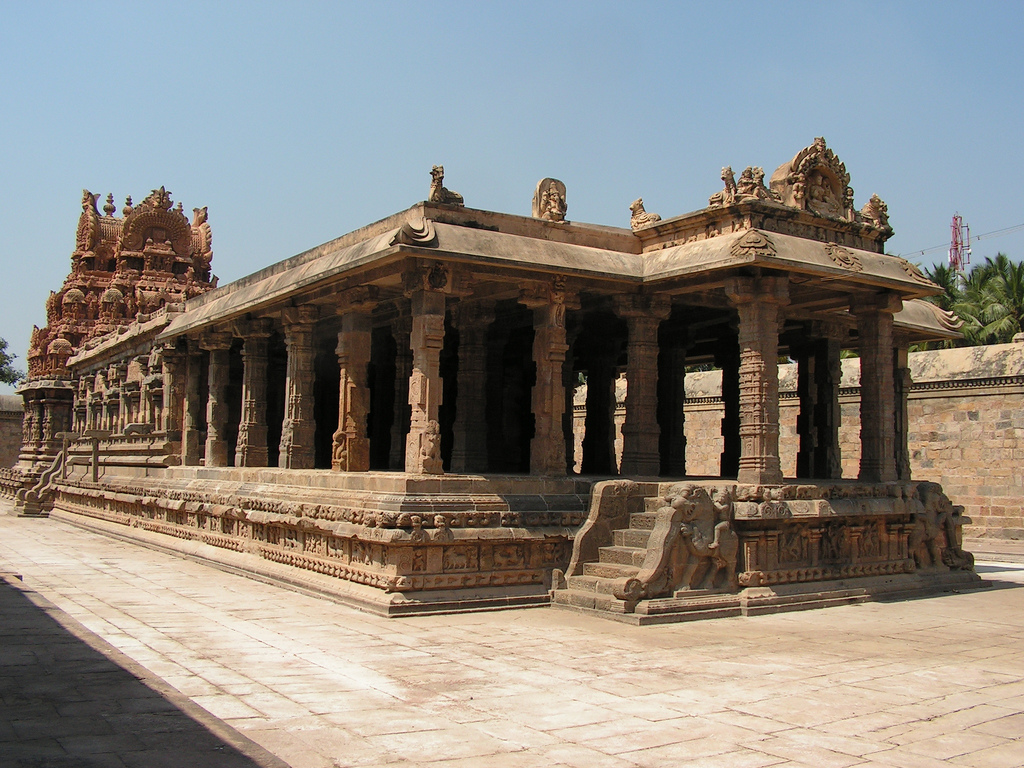
Periya Nayaki-Tempel